# طرخين
الطَّرْخِين سمك بحري له عمود فقري سام ويبلغ أقصى طول له 37 سم، يختبئ عادة دافناً نفسه في الرمل في قعر البحر فلا يظهر من جسده إلا عينيه منتظراً مرور الأسماك الصغيرة لافتراسها.
أحد أماكن تواجده هو البحر الأدرياتيكي مقابل شواطيء كرواتيا